# Der Ring des Fischers
Der Ring des Fischers (Originaltitel L'Anneau du pêcheur) ist ein 1995 erschienener Roman des französischen Autors Jean Raspail, der sich mit einer fiktiven bis in die Gegenwart fortbestehenden Gegenlinie von Päpsten in Folge des Abendländischen Schismas befasst. Der Titel bezieht sich auf den Amtsring der Päpste. Eine neue deutsche Übersetzung durch Joachim Volkmann erschien 2016 im Antaios-Verlag. 

## Handlung
Die Handlung besteht überwiegend aus zwei abwechselnd erzählten Strängen. 
Während des abendländischen Schismas im 14. und 15. Jahrhundert folgt der Roman der Geschichte Pedro de Lunas. Nach fragwürdigen Konklaven und großer Verwirrung innerhalb der Kirchenhierarchie wird Luna zu Papst Benedikt XIII. gewählt und versucht in den folgenden Jahrzehnten, seinen Anspruch gegen Gegenpäpste zu verteidigen, die sich den weltlichen Mächten anbiedern, während immer mehr Könige und Vertraute von ihm abrücken. Zuletzt verbringt er seine letzten Jahre zurückgezogen und ohne weltliche Macht in der Festung Peñíscola. Nach seinem Tod setzen seine letzten Getreuen im Verborgenen seine Papstlinie fort, indem sie in Frankreich ein neues Konklave abhalten.
Im Jahr 1994 macht sich der letzte Papst der Benedikt-Linie auf den Weg nach Rom und durchquert das von zunehmenden Glaubensabfall geprägte Frankreich. Durch das Protokoll einer Polizeikontrolle erfährt der Heilige Stuhl von seiner Reise und sendet einen Priester, um ihn zu suchen und auf seiner Reise nach Rom zu begleiten. Kurz nachdem der Priester ihn findet, stirbt der letzte Benedikt-Papst und wird in einer geheimen Zeremonie im Vatikan bestattet.

## Ausgaben
- Jean Raspail: Der Ring des Fischers, Roman. Deutsch von Joachim Volkmann. Verlag Antaios, Steigra 2016, ISBN 978-3-944422-13-8